# Beauty and the Beast: Belle's Quest
Pour les articles homonymes, voir Beauty and the Beast.
Beauty and the Beast: Belle's Quest est un jeu vidéo de plate-forme sorti en 1993 sur Mega Drive. Le jeu a été développé par Software Creations et édité par Sunsoft.
Le jeu s'inspire du film d'animation La belle et la bête de Walt Disney Pictures. Il est sorti en même temps que Beauty and the Beast: Roar of the Beast du même éditeur.